# Oneness: Silver Dreams, Golden Reality
Oneness: Silver Dreams, Golden Reality è il secondo album solista di Carlos Santana pubblicato nel 1979 dopo Illuminations (1974) e del successivo lavoro The Swing of Delight  (1980) firmato con il nome datogli dal guru Sri Chinmoy, Devadip Carlos Santana. Per la realizzare l'album, Santana si circonda dei membri della sua band, della sua prima moglie Deborah e del suocero  Saunders King  . Secondo Santana, Oneness è stato influenzato dall'album Mysterious Traveller dei Weather Report. Il brano Transformation Day è un adattamento di una parte dell'opera sinfonica di Alan Hovhaness Mysterious Mountain.

## Tracce
1. The Chosen Hour (Santana) - 0:38
2. Arise Awake (Santana) - 2:05
3. Light Versus Darkness (Santana) - 0:48
4. Jim Jeannie (Hamilton) - 3:30
5. Trasformation Day (Hovaness, Santana) - 3:44
6. Victory (Santana) - 1:09
7. Silver Dreams Golden Smiles (Coster, Santana, Walker) - 4:09
8. Cry of the Darkness (Santana) - 3:10
9. Gurus'Song (Santana) - 3:06
10. Oneness (Santana) - 6:21
11. Life Is Just a Passing Parade (Santana) - 5:12
12. Golden Dawn (Santana) - 2:17
13. Free as the Morning Sun (Santana) - 3:14
14. I Am Free (Chinmoy, Santana) - 1:25
15. Song for Devadip (Walden) - 5:03

## Formazione
- David Margen - basso
- Narada Michael Walden - batteria
- Urmila Santana - voce
- Chris Solberg - chitarra, tastiere, voce
- Carlos Santana - chitarra, voce
- Chris Rhyne - tastiere
- Clare Fischer - pianoforte
- Saunders King - chitarra, voce
- Graham Lear - batteria
- Bob Levy - mixer
- Tom Coster - tastiere, voce
- Pete Escovedo - percussioni
- Armando Peraza - percussioni, voce